# Reynolds (Nebraska)
Reynolds es una villa ubicada en el condado de Jefferson en el estado estadounidense de Nebraska. En el Censo de 2010 tenía una población de 69 habitantes y una densidad poblacional de 106,14 personas por km².

## Geografía
Reynolds se encuentra ubicada en las coordenadas 40°3′35″N 97°20′9″O / 40.05972, -97.33583. Según la Oficina del Censo de los Estados Unidos, Reynolds tiene una superficie total de 0.65 km², de la cual 0.65 km² corresponden a tierra firme y (0%) 0 km² es agua.

## Demografía
Según el censo de 2010, había 69 personas residiendo en Reynolds. La densidad de población era de 106,14 hab./km². De los 69 habitantes, Reynolds estaba compuesto por el 100% blancos, el 0% eran afroamericanos, el 0% eran amerindios, el 0% eran asiáticos, el 0% eran isleños del Pacífico, el 0% eran de otras razas y el 0% pertenecían a dos o más razas. Del total de la población el 0% eran hispanos o latinos de cualquier raza.